# Encyclopédie méthodique
La Encyclopédie méthodique fue una enciclopedia estructurada, organizada sistemáticamente por áreas del saber que se publicó entre 1782 y 1832. Llegó a comprender 206 volúmenes. Su iniciador y principal editor fue Charles-Joseph Panckoucke y, tras su fallecimiento, su yerno y colega Henri Agasse y después su hija (y viuda de este último) Antoinette-Pauline Agasse continuaron la tarea editorial. Se trata de una nueva edición, reelaborada, reestructurada, ampliada y revisada, de los contenidos de la reputada Encyclopédie o Dictionnaire raisonné des sciences, des arts et des métiers que editó André Le Breton hasta 1772 bajo la dirección de Denis Diderot y Jean le Rond d'Alembert.

## Alcance y objetivos del proyecto editorial
Según Panckoucke, el orden alfabético y no temático de las entradas en la enciclopedia de Diderot dificultaba el estudio de los temas, porque entradas que pudieran estar estrechamente relacionadas quedaban separadas, muchas veces en distintos tomos, mientras que temas sin ninguna relación podían aparecer contiguos. Con este ordenamiento alfabético, cualquiera que sea el objeto de estudio, este se dispersaría y confundiría, haciendo imposible al lector profundizar en una técnica, arte o ciencia específica. Panckoucke se propuso la meta de corregir este problema metodológico de la Encyclopédie.
Otro propósito editorial de Panckoucke con esta revisión, aparte de ampliar y corregir la obra de Diderot, consistió en la «suavización» de su «heterodoxia filosófica».
El proyecto original de Panckoucke contemplaba una división de la obra en 27 áreas del conocimiento. Sin embargo, en 1789 ya eran 49 las secciones y 51 diccionarios, y en 1791 se mencionan 54 diccionarios. Estas secciones no están en correspondencia uno a uno con el número de diccionarios, lo que ha llevado a una cierta confusión en los datos que ofrece la literatura sobre la cantidad total de tomos. Por ejemplo, la sección de «Lógica y metafísica», aparte de su propio diccionario, contempla otros dos separados: uno dedicado exclusivamente al tema «Moral» y otro a «Educación». Debido a que la distribución se realizaba a los suscriptores en entregas periódicas a medida que se iba completando la obra, hay además confusión en la cantidad total de volúmenes, porque los ejemplares que aún se conservan están encuadernados de diferente manera.
El título completo de la obra es L’Encyclopédie méthodique ou par ordre de matières par une société de gens de lettres, de savants et d'artistes ; précédée d'un Vocabulaire universel, servant de Table pour tout l'Ouvrage, ornée des Portraits de MM. Diderot et d'Alembert, premiers Éditeurs de l'Encyclopédie. (Enciclopedia metódica o en orden temático por un círculo de escritores, científicos y artistas; precedida por un vocabulario universal, que sirve de índice para todo el trabajo, ilustrada con retratos de los señores Diderot y d'Alembert, primeros editores de la Enciclopedia).
La versión impresa disponible en la Biblioteca Nacional de Francia comprende 159 volúmenes de textos, y 47 volúmenes de láminas.

## Metodología de trabajo
Los artículos que se pretendía revisar y reeditar habían sido concebidos para su presentación en orden alfabético, y adaptar el material a la organización temática propuesta no fue tarea fácil. Los editores trabajaron recortando dos ejemplares de la enciclopedia de Diderot, incluyendo los suplementos (en los que había trabajado también Panckoucke) y comenzaron a clasificar los artículos en las áreas previamente definidas, cuidando también que todo material cuya clasificación fuese dudosa no quedara excluido de ninguna de las áreas que fuesen pertinentes. Esto porque al comenzar se encontraron con la sorpresa de que muchas entradas pertenecían simultáneamente a varias de las áreas que habían establecido y, al no poder clasificarlas de manera precisa y unívoca, muchas veces optaron por dividir los artículos. Así por ejemplo, algunas entradas clave como «aire» pertenecían a la química, física, anatomía y fisiología, medicina y varias más.
Según el plan de trabajo que establecía el prospecto de 1782, la suscripción desde el 15 de marzo hasta julio de 1782 costaría de 672 libras, más adelante ascendería a 751, y hasta 888 libras después de abril de 1783. De acuerdo con el programa, la enciclopedia debía publicarse en entregas a sus suscriptores de a dos volúmenes cada una. Los dos primeros (el volumen I de Jurisprudencia y el I de Literatura) aparecerían en julio de 1782 y la última entrega que completaría la obra se realizaría en 1787. El número de suscriptores superó las expectativas y, tan solo un mes después de iniciar la campaña de suscripción, tuvieron que cerrarla el alcanzar el número de 4072 en abril de 1782.

## Estructura de las secciones
La tabla índice que se publica en los diccionarios de 1791 consigna la siguiente división temática:
| - Historia natural (9 volúmenes) - Medicina (8 volúmenes) - Derecho (8 volúmenes) - Artes y oficios (8 volúmenes) - Botánica (5 volúmenes) - Antigüedad, mitología (5 volúmenes) - Historia (5 volúmenes) - Metafísica, moral, lógica, educación (4 volúmenes) - Economía política, diplomacia (4 volúmenes) - Ciencia militar (4 volúmenes) - Arquitectura (4 volúmenes) - Asamblea Nacional (4 volúmenes) - Matemática (3 volúmenes) - Química, metalurgia, farmacia (3 volúmenes) - Agricultura (3 volúmenes) - Historia antigua y geografía (3 volúmenes) - Geografía moderna (3 volúmenes) - Teología (3 volúmenes) - Filosofía (3 volúmenes) - Gramática, literatura (3 volúmenes) | - Finanzas (3 volúmenes) - Comercio (3 volúmenes) - Navegación (3 volúmenes) - Manufactura (3 volúmenes) - Física (3 volúmenes) - Anatomía (2 volúmenes) - Cirugía (2 volúmenes) - Silvicultura (2 volúmenes) - Administración y tareas públicas (2 volúmenes) - Bellas artes (2 volúmenes) - Música (2 volúmenes) - Mineralogía (2 volúmenes) - Geografía física (2 volúmenes) - Artillería (2 volúmenes) - Puentes, caminos (2 volúmenes) - Caza, pesca (2 volúmenes) - Enciclopedia (2 volúmenes) - Entretenimientos matemáticos y físicos (2 volúmenes) - Artes académicas (1/2 volumen) |

## Autores, editores y contribuyentes
La magna obra fue escrita y editada por más de mil autores y editores. En general se trata de especialistas en los correspondientes artículos o entradas enciclopédicas en las que contribuyeron redactando o revisando. Participaron matemáticos, abogados, físicos, cirujanos, químicos, naturalistas, profesores e ingenieros, pero también técnicos fabriles, y funcionarios estatales de alto rango. Los filósofos, escritores y generalistas constituyen más bien la minoría. 
Aparte de intelectuales y científicos destacados, también hicieron contribuciones algunas personalidades claves de la política de la época. Es así como Thomas Jefferson colaboró en la revisión de algunos artículos sobre su país.

### Lista de autores (no exhaustiva)
En orden alfabético:
| - Antoine Allut (cristalería) - Jean Guillaume Audinet-Serville (entomología) - Nicolas Beauzée (gramática) - Pierre Bertholon de Saint-Lazare - Étienne Nicolas Blondeau (marina) - Pierre-Joseph Bonnaterre - Jean-Baptiste Bory de Saint-Vincent - Louis-Augustin Bosc d’Antic - Charles Bossut - André-Jean Boucher d'Argis - Jean-Guillaume Bruguière (zoología, métrica) - Edme Jean Baptiste Bouillon-Lagrange - Jean Guillaume Bruguière - Augustin Pyrame de Candolle (botánica) - Jean-Dominique, conde de Cassini (física) - Nicolas Chambon (medicina) - Nicolas de Condorcet (matemáticas) - Louis Jean-Marie Daubenton (animales) - Jean-Nicolas Démeunier (Estados Unidos) - Nicolas Desmarest (geografía) - Louis Auguste Joseph Desrousseaux (botánica) - Antoine Nicolas Duchesne (agricultura) - Antoine-François de Fourcroy - Nicolas-Étienne Framery (música) - Gabriel-Henri Gaillard (historia) - Félix Édouard Guérin-Méneville (insectos) - Pierre-Louis Ginguené (música) - Jean-Baptiste Godart (insectos) - Louis-Furcy Grognier (medicina) - Félix Édouard Guérin-Méneville (insectos, entomología) - Louis-Félix Guynement de Kéralio (artes militares) - Louis-Bernard Guyton de Morveau (química) - Jean Henri Hassenfratz (física) - Christian Hee Hwass (crustáceos, moluscos y caracoles marinos) - Thomas Jefferson (Estados Unidos) - Jean-Baptiste de La Chapelle (matemática) - Jacques Lacombe (curiosidades lingüísticas) - René Laënnec (medicina) | - Joseph Lalande (astronomía) - Jean-Baptiste Lamarck (botánica) - Jean Vincent Félix Lamouroux (historia natural) - Pierre André Latreille (insectos) - Amédée Louis Michel Lepeletier (insectos) - Pierre Charles Levesque (bellas artes) - Paul-Jacques Malouin (molinería y panadería) - François Magendie (medicina) - Jean-François Marmontel gramática y literatura) - François Victor Mérat de Vaumartoise (medicina) - Gaspard Monge (física) - Jacques-Louis Moreau de la Sarthe (medicina) - Nicolas Masson de Morvilliers (geografía) - Jacques-André Naigeon (filosofía) - Guillaume Antoine Olivier (insectos) - Antoine Parmentier (agricultura) - Philippe-Isidore Picot de Lapeyrouse (aves) - Philippe Pinel (medicina) - Jean Louis Marie Poiret (botánica) - Gaspard de Prony (bosques y madera) - Antoine Chrysostome Quatremère de Quincy (arquitectura) - Jean Louis Antoine Reynier (agricultura) - François Robert (geografía) - Jean-Marie Roland de La Platière (agronomía, fábricas) - Jean-Baptiste Rondelet (arquitectura) - Marie Jules César Lelorgne de Savigny (botánica) - Jean Senebier (bosques y madera) - Francois-Joseph Servois (artillería) - Jean Baptiste Antoine Suard (música) - André Thouin (agricultura) - Louis Nicolas Vauquelin (química) - Gabriel François Venel (química) - Honoré Sébastien Vial de Clairbois (marina) - Louis Pierre Vieillot (ornitología) - Félix Vicq d'Azyr (medicina, sistema anatómico) - Louis René Villermé (medicina) - Volney (antigüedad) - Claude-Henri Watelet (bellas artes) |

Ilustradores
lista no exhaustiva, en orden alfabético:
| - Jean-Baptiste Audebert (botánica) - Rigobert Bonne (mapas) - Pierre-Joseph Redouté (botánica y gusanos) |

## Distribución en España y traducciones al español
Panckoucke había conseguido un número suficiente de suscriptores en España y había logrado con su revisión hacer que esta enciclopedia por materias pareciera menos agresiva contra la iglesia católica que la enciclopedia de Diderot, consiguiendo así sortear la censura de la Inquisición española. La versión  de los primeros tomos que circuló contó con colaboradores y redactores anónimos, algunos de la talla de Pedro Estala, e incorporó a veces resúmenes o extractos de obras o manuscritos inéditos ya desaparecidos, como el manuscrito sobre materia pecuaria de Antonio Munibas. Esta situación de tolerancia se mantuvo hasta la aparición en 1782 del volumen de Geografía que contenía un artículo muy crítico sobre España escrito por Masson de Morvilliers que desató una gran polémica, pero este abandono no fue total y aún se imprimieron algunos volúmenes sueltos de la Encyclopedia metódica como Historia natural de las aves (1788), Historia natural de los animales (1788) Diccionario de gramática y literatura (1788), Arte militar (1791), Geografía moderna (1792), 3 vols., y los consagrados a Fábricas, artes y oficios traducidos y ampliados por Antonio Carbonel y publicados en Madrid por la imprenta de Sancha en 1794, 2 vols. Como apéndice se publicó una Colección de estampas (1794), con numerosos diagramas de tecnología textil.